# Dagmar de Bohemia
Dagmar de Bohemia, también conocida como Margarita (en checo: Markéta; Meissen, c. 1186-Ribe, 24 de mayo de 1212), fue reina de Dinamarca como la primera esposa del rey Valdemar II de Dinamarca. Fue hija del rey Otakar I de Bohemia y de su primera esposa, Adelaida de Meissen.

## Primeros años
El padre de Dagmar, Otakar I, se convirtió en duque de Bohemia en 1192, pero en 1193 fue depuesto. Entonces abandonó Bohemia con su familia. Su esposa, Adelaida, y sus hijos se trasladaron a la corte de su hermano, Alberto I, margrave de Meissen. Otakar trabajó como mercenario para los gobernantes alemanes. En 1197, se convirtió en duque de Bohemia por segunda vez. Repudió a Adelaida y se divorció de ella en 1199, justificándose por su consanguinidad. Se casó con Constanza de Hungría ese mismo año. Esto, junto con otras maniobras, le ayudarían más tarde a obtener la elevación hereditaria de su título a rey.
Adelaida no renunció a sus derechos. En 1205, regresó a Praga temporalmente. Por aquel tiempo, Otakar había decidido casar a su hija, Margarita, con el rey Valdemar II de Dinamarca. Su nueva esposa, Constanza, dio a luz a un hijo, Wenceslao, futuro rey de Bohemia. Adelaida abandonó Bohemia y murió pocos años después.

## Reina
Antes de su primer matrimonio, Valdemar había estado comprometido con Richeza de Baviera, hija del duque de Sajonia. Cuando aquel compromiso se disolvió, se casó con Margarita, ahora conocida como Dagmar, en 1205 en Lübeck. Según los Annales Ryenses (Rydårbogen), en 1206, Dagmar convenció a Valdemar de liberar a uno de sus mayores enemigos, Valdemar, obispo de Schleswig, quien había estado cautivo desde 1193.
En 1209, Dagmar dio a luz a Valdemar el Joven. La reina murió el 24 de mayo de 1212 en el parto de su segundo hijo, quien no sobrevivió. Valdemar II nombró a Valdemar el Joven como co-rey en Schleswig en 1218. Sin embargo, Valdemar fue accidentalmente disparado con una flecha mientras estaba cazando en Refsnæs, en el norte de Jutlandia, en 1231.
No se sabe mucho de Dagmar como persona. La imagen de Dagmar deriva de canciones tradicionales, mitos y leyendas, diseñados para presentarla como una reina cristiana ideal: dócil, paciente y amada, en contraste con su impopular sucesora, Berenguela de Portugal. Las antiguas baladas tradicionales afirman que en su lecho de muerte, Dagmar le rogó a Valdemar que se casase con Kirsten, la hija de Karl von Rise, y no con la "hermosa flor" Berenguela. En otras palabras, Dagmar predijo una contienda por el trono danés entre los hijos de Berenguela con Valdemar.
Después de la muerte de Dagmar, para fortalecer la relación con Flandes (un territorio comercialmente importante al oeste de los hostiles vecinos del sur de Dinamarca), Valdemar se casó con Berenguela de Portugal en 1214. Dagmar está enterrada en Iglesia de San Benito en Ringsted, a un lado de Valdemar, con Berenguela enterrada al otro lado del rey.

## La cruz de Dagmar

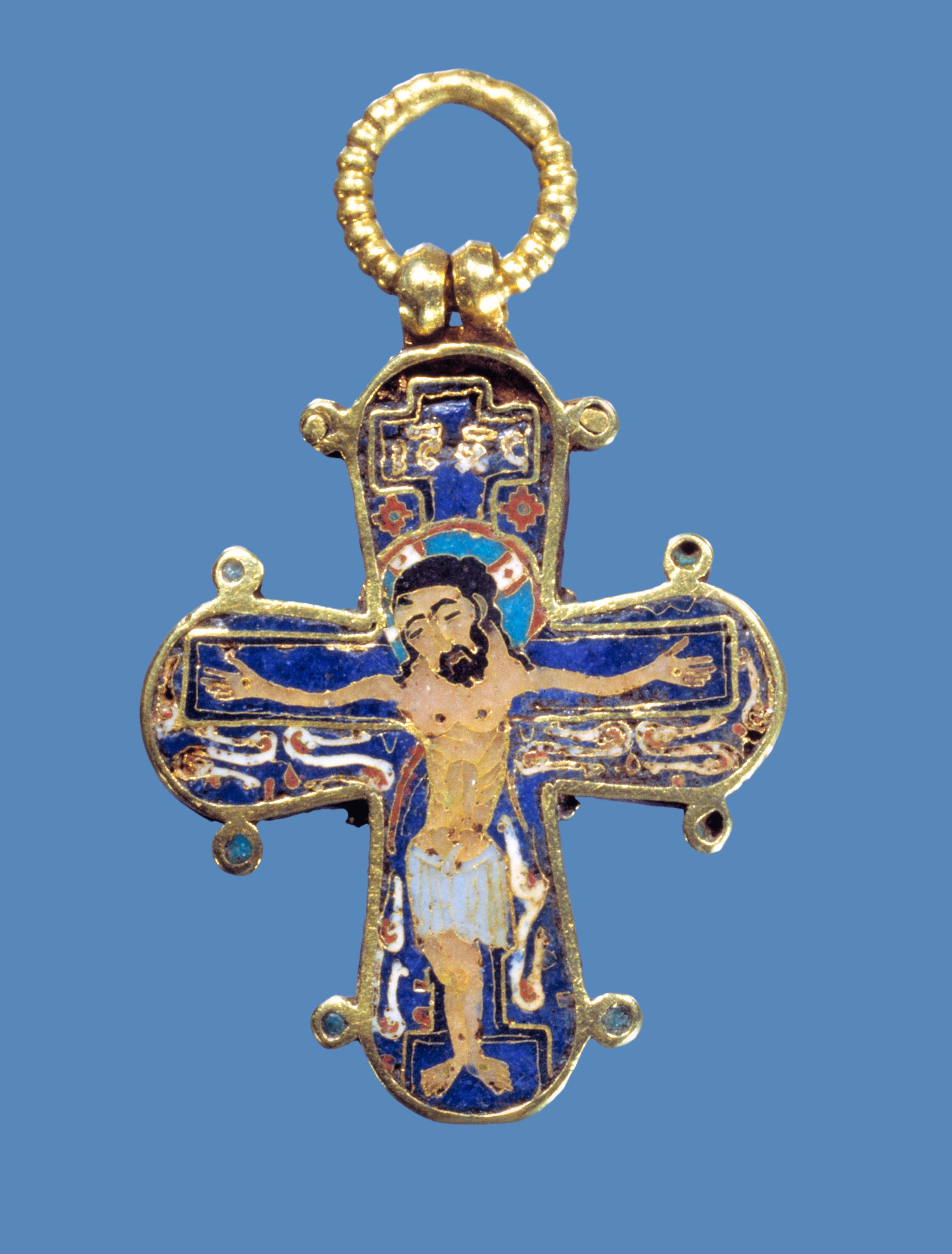
La cruz de Dagmar (Dagmarkorset)

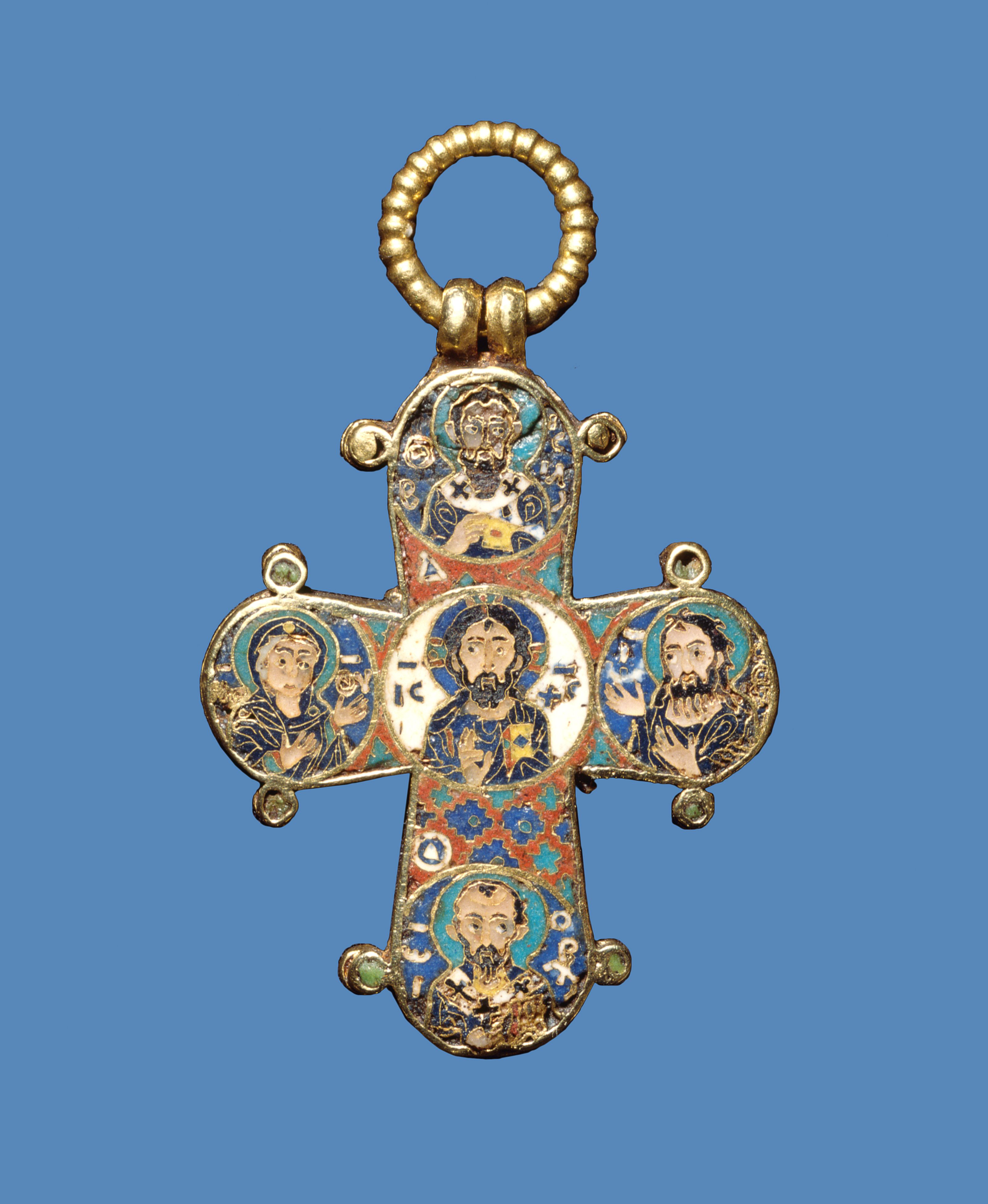
Lado inverso de la cruz de Dagmar.

Una cruz pectoral, ahora conocida como la cruz de Dagmar (Dagmarkorset) fue encontrada en el pecho de la reina cuando su tumba fue abierta en 1683. En 1695, la cruz fue entregada a la Galería Nacional de Dinamarca. La joya de diseño bizantino es de oro, esmaltada; por un lado un tiene un crucifijo, y por otro lado retratos de Cristo en el centro, Santo Basilio, San Juan Crisóstomo, la Virgen María y San Juan el Apóstol. En 1863, el rey Federico VII de Dinamarca le entregó una réplica de la cruz a la princesa Alejandra de Dinamarca, hija del futuro rey Cristián IX de Dinamarca, cuando ésta se casó con el príncipe de Gales, luego Eduardo VII del Reino Unido.
En la actualidad, la cruz de Dagmar es "usada por las chicas danesas para su confirmación en la iglesia luterana, y es también entregada a niños como regalo de bautismo." En la iglesia de Suecia, "la cruz es entregada al nuevo obispo por su nuevo cargo por el Arzobispo de Uppsala, junto con la mitra y el báculo."

## Galería

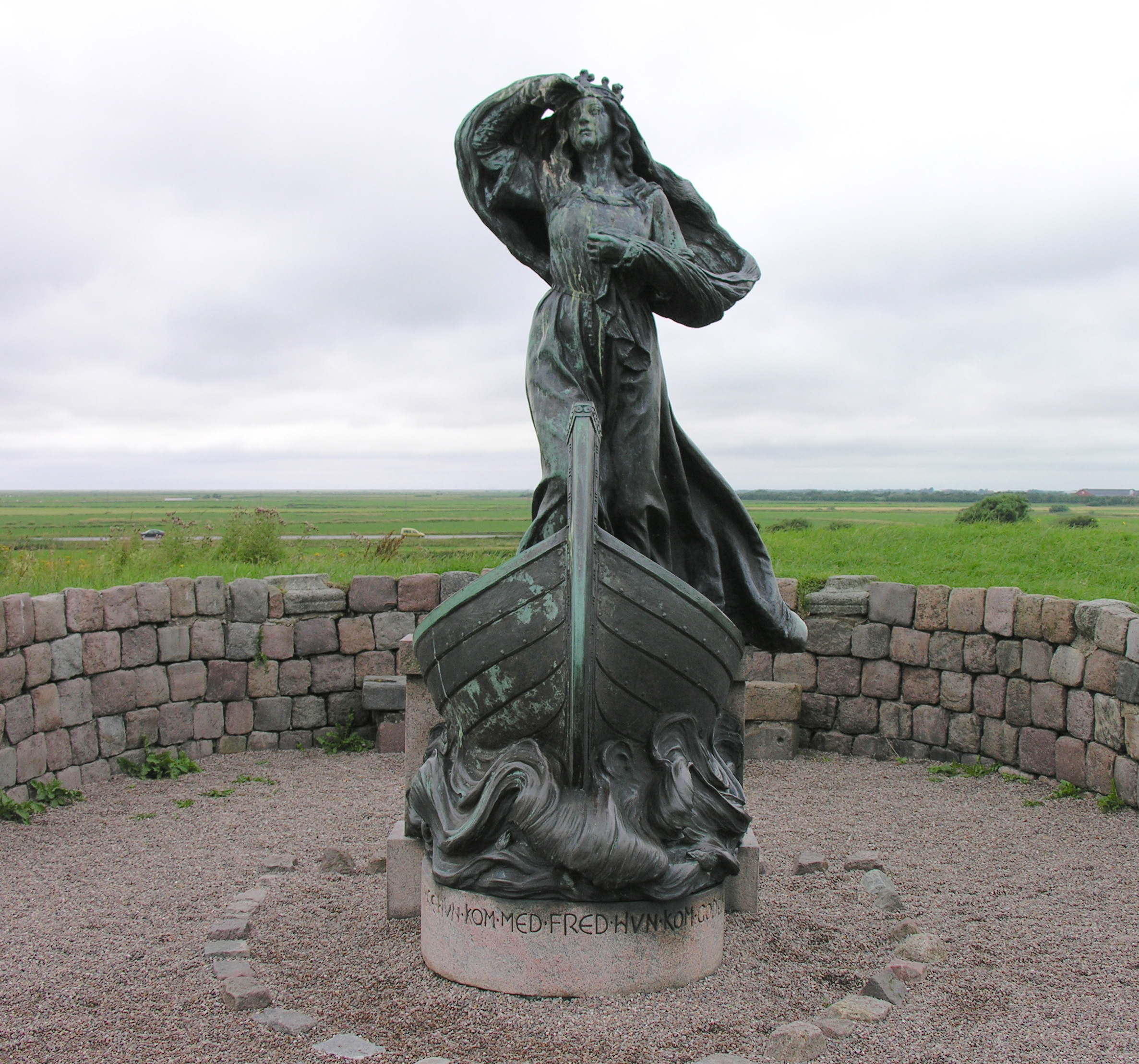
Estatua de la reina Dagmar por la escultora Anne Marie Carl-Nielsen, Riberhus.
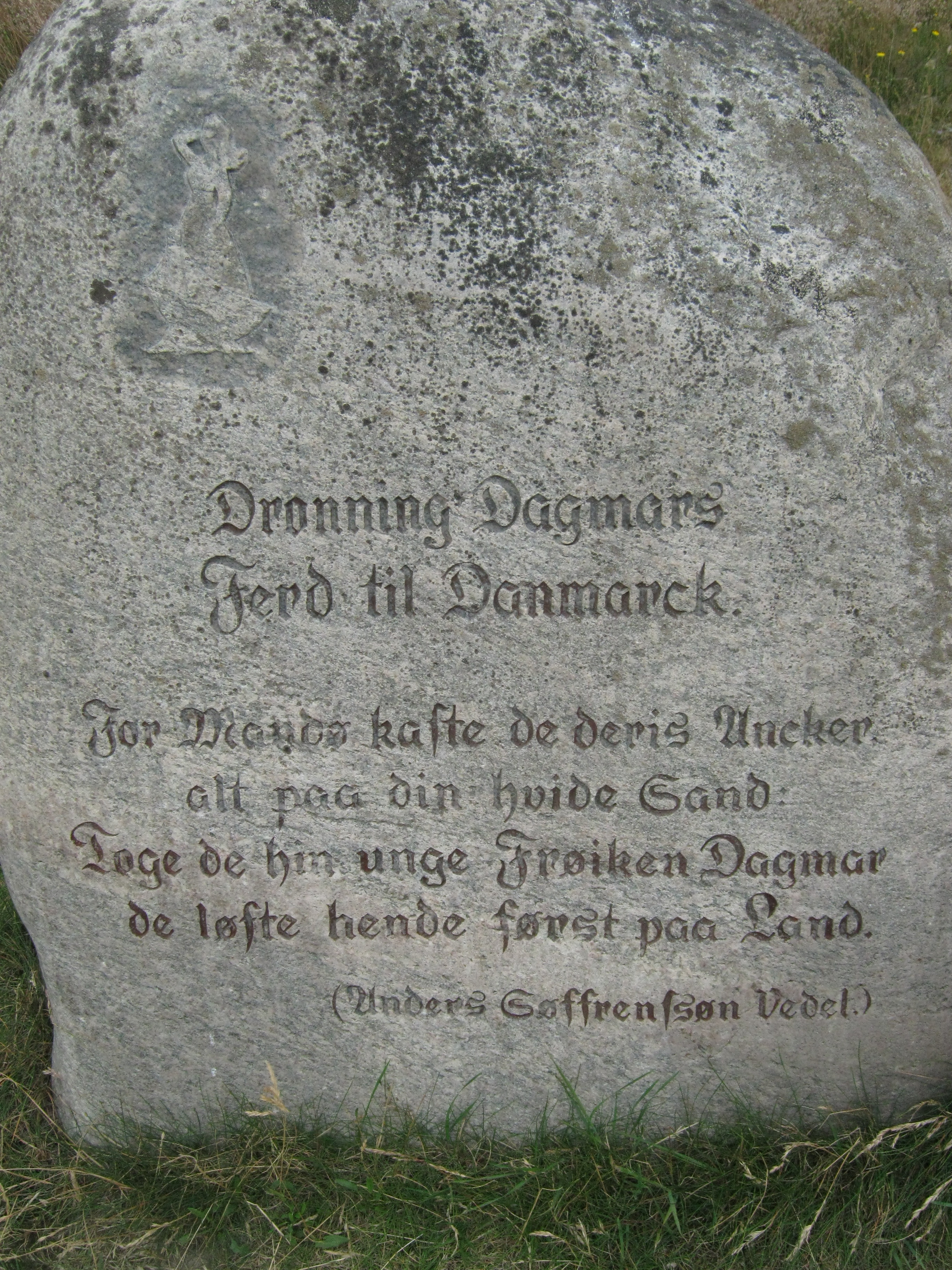
Monumento a la reina Dagmar en Mandø, Jutlandia.
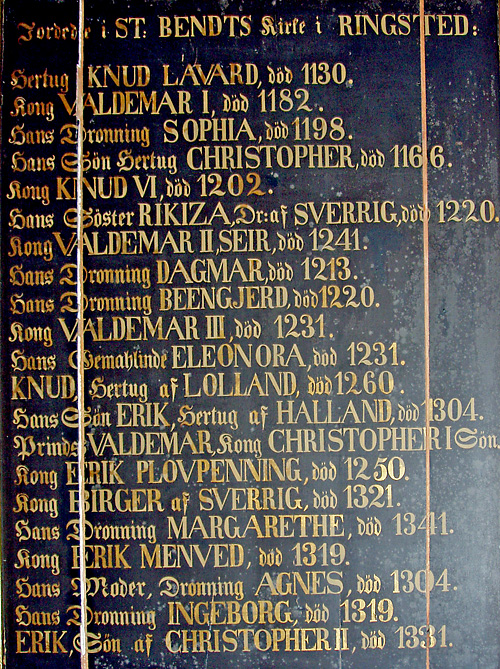
Miembros de la realeza enterrados en la Iglesia de San Benito, en Ringsted.
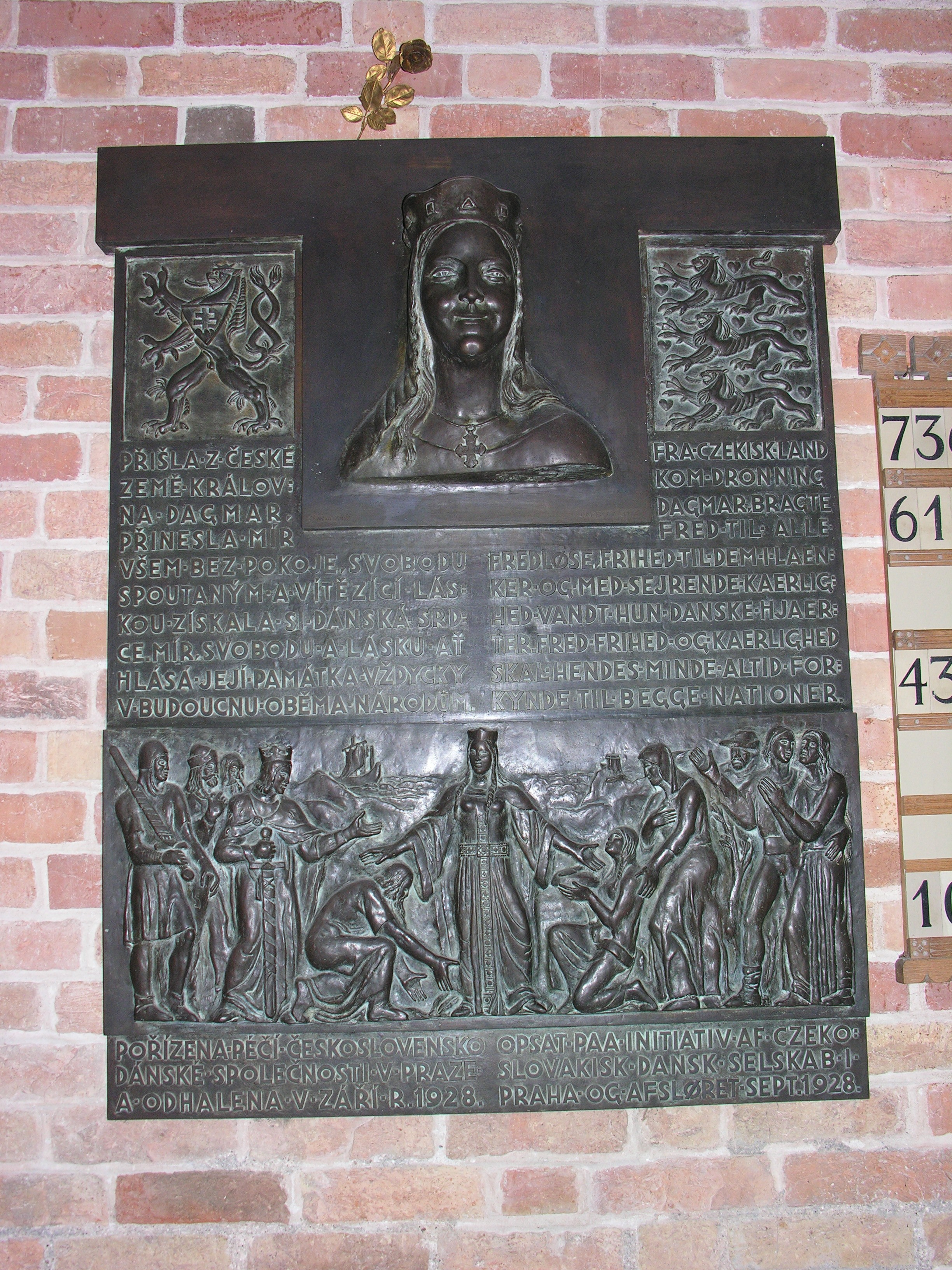
Placa en honor a la reina Dagmar, en Ringsted.
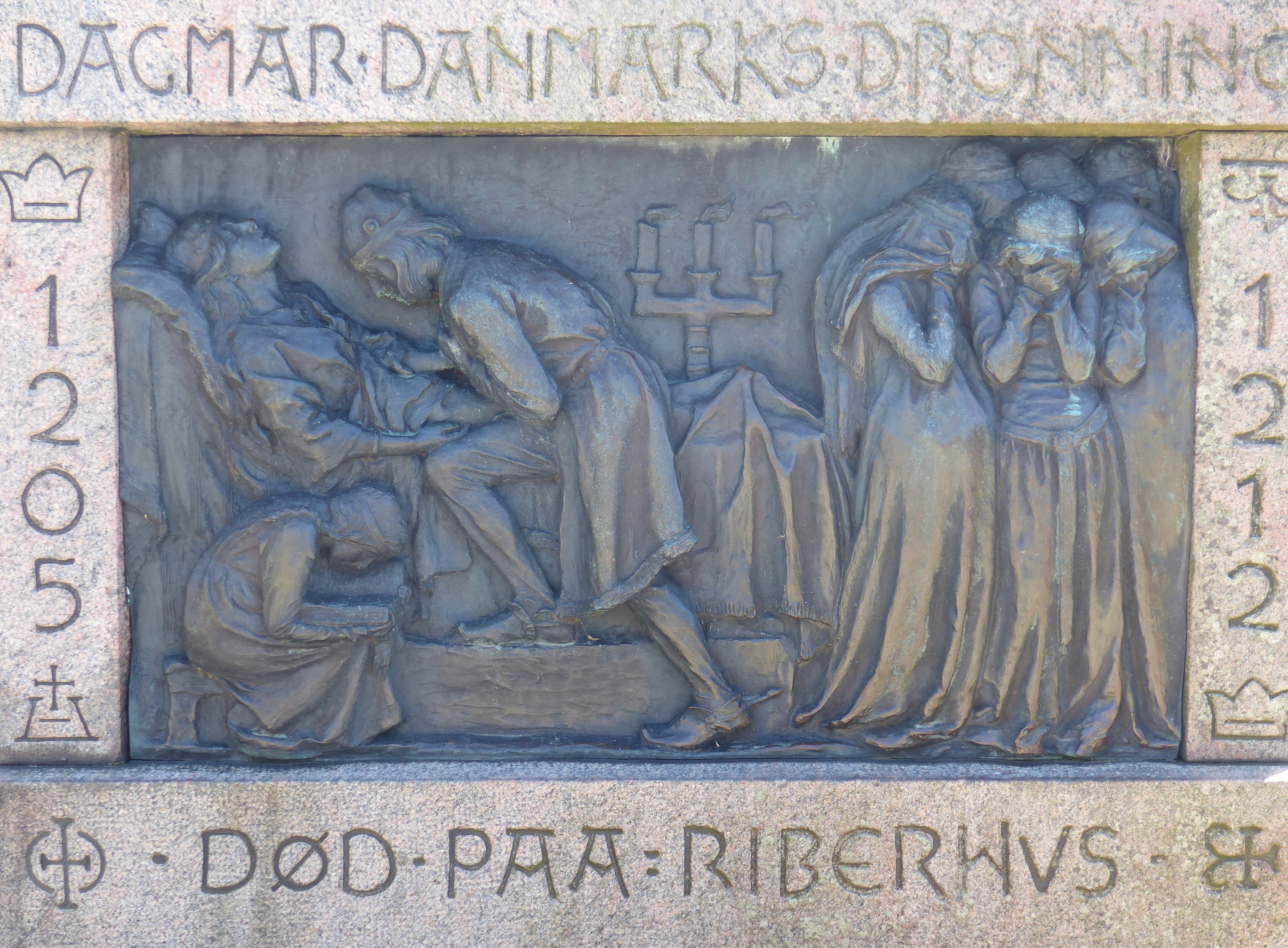
Obra de Anne Marie Carl-Nielsen representando la muerte de la reina Dagmar basada en una antigua canción tradicional danesa, Riberhus.